# Matthew Marsden
Matthew David Marsden (* 3. März 1973 in Walsall, Vereinigtes Königreich) ist ein englisch-amerikanischer Schauspieler, Produzent, Sänger und ehemaliges Model.

## Leben
Sein Vater verließ die Familie, als Marsden ein Kind war. Seine Mutter Ann zog ihn und seine Schwester allein auf. Er besuchte die Manor High School in Wednesbury, bevor er auf die Dartmouth High School in Great Barr, Birmingham wechselte. Marsden fand Arbeit als Model in London, Paris und Mailand. Er war in Werbespots für Produkte wie Jacobs Coffee, Punica, Vimto und Impulse zu sehen.
Seine erste größere Rolle erhielt Marsden in der Fernsehserie Coronation Street, in der er von 1997 bis 1998 spielte. Für sein Wirken wurde er noch 1997 mit dem National Television Award ausgezeichnet. Nachdem er aus der Serie ausgestiegen war, zog er in die Vereinigten Staaten um, um dort nicht nur seine Schauspielkarriere zu beflügeln, sondern um sich auch als Sänger zu profilieren.
Seitdem spielte er in mehreren bekannten Filmen und Serien mit, wie in Black Hawk Down von 2001 oder auch im zweiten Teil der Transformers-Reihe. Nach Shiner, einem seiner ersten Filme in den Vereinigten Staaten, attestierte ihm sein Trainer, Marsden sei gut genug, um auch außerhalb des Filmes in der Profiszene boxen zu können.
Im Jahr 2020 gab Marsden bekannt, dass er amerikanischer Staatsbürger geworden sei.

## Diskografie
Studioalben:
- 1998: Say Who

Singles:
- 1998: The Hearts Lone Desire
- 1998: She’s Gone (feat. Destiny’s Child)
- 1999: Walk My Way

## Filmografie (Auswahl)
- 1993: Young Americans (The Young Americans)
- 1995: Emmerdale Farm (Fernsehserie)
- 1996: Island (Fernsehserie)
- 1997: Les soeurs Soleil
- 1997–1998: Coronation Street (Fernsehserie)
- 2000: Shiner
- 2000: North Square (Fernsehserie)
- 2001: Black Hawk Down
- 2002: The Legacy (Fernsehfilm)
- 2002: Glory Days (Fernsehserie)
- 2003: Helena von Troja (Helen of Troy, Fernsehfilm)
- 2004: Anacondas: Die Jagd nach der Blut-Orchidee (Anacondas: The Hunt for the Blood Orchid)
- 2004: CSI: Miami (Fernsehserie)
- 2005: Tamara – Rache kann so verführerisch sein (Tamara)
- 2006: D.O.A. – Dead or Alive (DOA: Dead or Alive)
- 2007: Navy CIS (NCIS, Fernsehserie)
- 2007: Resident Evil: Extinction
- 2007: Ghost Whisperer – Stimmen aus dem Jenseits (Ghost Whisperer, Fernsehserie)
- 2008: John Rambo (Rambo)
- 2008: Emilys Liste (Emily’s Reasons Why Not, Fernsehserie)
- 2009: Transformers – Die Rache (Transformers: Revenge of the Fallen)
- 2010: Eyes to See
- 2010: Madso’s War (Fernsehfilm)
- 2011: Henry
- 2011: Nikita (Fernsehserie)
- 2011: Die Atlas Trilogie – Wer ist John Galt? (Atlas Shrugged: Part I)
- 2013: Bounty Killer
- 2017: S.W.A.T – Unter Verdacht (S.W.A.T.: Under Siege)
- 2020: Tenet
- 2022: Reacher (Fernsehserie)

## Auszeichnungen
- 1997: National Television Award für Coronation Street als Bestes Nachwuchstalent